# 23279 Chenhungjen
23279 Chenhungjen là một tiểu hành tinh vành đai chính với chu kỳ quỹ đạo là 1248.6905225 ngày (3.42 năm).
Nó được phát hiện ngày 30 tháng 12 năm 2000.